# مینا شیخی
مینا شیخی (زادهٔ ۱ دی ۱۳۳۹ در سقز – درگذشتهٔ ۲۵ آبان ۱۳۹۸ در تهران) یکی از کشته‌شدگان اعتراضات آبان ۱۳۹۸ ایران بود.

## زندگی
مینا شیخی در اول دی ماه سال ۱۳۳۹ در شهر سقز به دنیا آمد. وی ۳۰ سال پیش زمانی که جوان بود، همسرش را از دست داد و بعد از درگذشت همسرش، سرپرستی و مسئولیت بزرگ کردن ۶ فرزندش که آن زمان همگی خردسال بودند را به تنهایی عهده‌دار شد. او چند سال آخر زندگی‌اش را به دلیل شرایط کاری فرزندانش، در تهران سکونت داشت. دو برادر مینا شیخی، محمدامین شیخی و محمد شیخی از هواداران سازمان زحمتکشان کارگران کردستان ایران کومله بودند. محمدامین در سال ۱۳۶۴ در یک تصادف و برادر دیگرش محمد پس از دستگیری در سال ۱۳۶۹ بعد از ۲ ماه در زندان مرکزی سقز تیرباران شد.

## کشته‌شدن
مینا شیخی در ۲۵ آبان ۱۳۹۸ و در جریان اعتراضات آبان ۱۳۹۸، هنگامی که از پشت بام خانه خود در محله خلیج فارس تهران، اعتراضات را نگاه می‌کرد، از ناحیهٔ سینه، مورد هدف گلولهٔ نیروهای امنیتی قرار گرفت.فرزندانش او را به بیمارستان فیاض‌بخش تهران منتقل کردند اما او پیش از رسیدن به بیمارستان جان باخت. پیکر مینا شیخی پس از ۳ روز به خانواده تحویل داده شد وجهت خاکسپاری به سقز منتقل و در قبرستان این شهر به خاک سپرده شد.

## حواشی
بعد از انتقال مینا شیخی به بیمارستان، نیروهای امنیتی با مراجعه به بیمارستان، جنازه او را به پزشک قانونی بهشت زهرا منتقل کردند. نتیجه تحقیقات پزشک قانونی برخورد جسم نوک تیز به سینه اعلام شد. نیروهای امنیتی ابتدا از تحویل جنازه مینا شیخی سر باز زدند اما در نهایت بعد از گذشت سه روز، با پیگیری‌های مداوم خانواده و گرفتن تعهداتی مبنی بر برگزار نکردن مراسم ختم و اطلاع‌رسانی نکردن در مورد نحوه مرگ مینا شیخی، سه‌شنبه ۲۸ آبان با تحویل جنازه به خانواده موافقت کردند.
رادیو زمانه به نقل از یک منبع آگاه در این باره نوشت:
«اوایل نمی‌خواستند جنازه را اصلاً تحویل بدهند. بعد از پیگیری‌های زیاد بالاخره راضی شدند، منتهی تعهد گرفتند نباید سر و صدایی بشود و اصلاً نباید کسی برای مراسم خاک‌سپاری جمع شود. حتی گفته بودند نباید آگهی ترحیم چاپ و پخش شود. جنازه را بعد از ظهر ۲۸ آبان تحویل دادند، البته آخرشم تحویل خود خانواده ندادند و با یک ماشین حمل جنازه خودشان جنازه را از مسیر دیگری بدون اینکه به خانواده بگویند به سقز آوردند. همه آن کسانی که از سقز به تهران رفته بودند دوباره با ماشین خودشان به سمت سقز راه افتادند. آنها خودشان مقصد را هم برایش تعیین کردند و به آرامستان آیچی در سقز بردند. در حالی که خانواده یک قبر در آرامستان شهدا در کنار قبر مرحوم برادرش آماده کرده بود و بر روی آگهی هم همین آدرس نوشته شده بود.»
مراسم چهلم مینا شیخی، با وجود هشدار نهادهای امنیتی، ۵ دی ۱۳۹۸، با حضور خانوادهٔ شیخی و جمعی از اهالی شهر سقز در آرامستان آیچی این شهر برگزار شد.